# István Szondy
István Szondy, född 29 december 1925 i Berettyóújfalu, död 31 maj 2017 i Budapest, var en ungersk femkampare och ryttare.
Szondy blev olympisk guldmedaljör i modern femkamp vid sommarspelen 1952 i Helsingfors.